# Raids Scullion
Les raids Scullion sont deux raids militaires destinés au sabotage de la raffinerie de la mine des Télots qui fournit la Wehrmacht en carburant. Ils sont menés par le Special Air Service (SAS) et le Special Operations Executive (SOE) en avril puis en août 1943.

## Contexte
Sous l'Occupation, les installations de pyrogénation de la mine des Télots sont stratégiques pour l'armée allemande qui s'y fournit en carburant. La zone est surveillée par la Luftwaffe et les miliciens d'Autun. Un incendie est déclenché par l'armée française en 1940 lors de la débâcle. Le Special Air Service (SAS) décide de saboter les installations.

## Membres
Les raids sont menés par les agents du SOE : George Connerade, George Demand, George Larcher, Eugène Levene, Jack Hayes, Jean Le Harivel, David Sibree et Victor Soskice. Le chef de mission est Hugh Dormer.

## Scullion 1
L'équipe de six officiers, dirigés par Dormer est parachutée dans la nuit du 17 au 18 avril 1943. Constatant que l'usine est trop bien gardée, ils renoncent. La mission échoue et plusieurs agents meurent.

## Scullion 2
Un autre groupe de six hommes mené par le même chef d'opération est de nouveau parachuté le 16 août 1943 avec un membre de l'opération précédente. Plusieurs engins explosifs sont placés mais ne font pas beaucoup de dégâts. Seul Hugh Dormer et un sergent parviennent à s'échapper, les autres sont capturés et déportés au camp de concentration de Flossenbürg.

## Suites
D'autres actions sont menées par la résistance locale (le maquis Socrate). Mais chacune de ces attaques n'inflige que des dégâts mineurs aux installations. En représailles les miliciens exécutent de jeunes ouvriers âgés de 17 à 20 ans : trois Français et un Polonais ainsi que le père de ce dernier. Le carburant est ensuite également utilisé par la Première Armée française pendant la Libération,.